# RAWA
La Asociación Revolucionaria de Mujeres de Afganistán o RAWA (el acrónimo en inglés de Revolutionary Association of the Women of Afghanistan, en persa: انجمن انقلابی زنان افغانستان‎ Jamiyate Enqelâbiye zanâne Afqânestân) es una organización afgana que lucha por los derechos de las mujeres y por una sociedad laica y democrática, fundada en Kabul en 1977 por Meena Keshwar Kamal, una activista estudiantil que fue asesinada en 1987 por sus actividades políticas.
Durante sus tres décadas de existencia, RAWA se ha opuesto a los regímenes socialista, muyahidín y talibán que sucesivamente han regido el país. De la misma forma, la asociación se ha mostrado muy crítica con la ocupación estadounidense. Es considerada una asociación polémica, tanto en Afganistán como en Pakistán, debido a su oposición a todas las formas de fundamentalismo religioso y a su no-alineamiento con el gobierno instalado en Kabul.

## Perfil de la organización
RAWA se define como una organización social y política independiente de mujeres afganas que luchan por los derechos humanos y la justicia social desde una perspectiva no-violenta, prodemocrática, laica y feminista. Su objetivo es involucrar a las mujeres afganas en actividades políticas y sociales para la extensión de los derechos de las mujeres y la consecución de un gobierno democrático y abierto a la participación de las mismas, así como lograr un desarme multilateral que ponga fin al conflicto actual.

## Fundación
A los 21 años de edad Meena Keshwar Kamal estableció los principios de la fundación de RAWA a través de una labor educativa entre las mujeres afganas, a las que pretendía dar voz. En 1979, Meena comenzó una campaña contra las fuerzas soviéticas y su gobierno títere instalado en Kabul. En 1981 fundó una revista bilingüe llamada Mensaje de las mujeres (Payam-e-Zan). En los siguientes años impulsaró la creación de escuelas, hospitales, talleres y centros de refugiados en Pakistán. Sus críticas contra los ocupantes rusos llevaron a su asesinato el 4 de febrero de 1987, en Quetta, Pakistán a manos de agentes del JAD, la sección afgana del KGB.
Tras la retirada soviética y la consiguiente caída de su gobierno títere, RAWA se centró en la lucha contra la política represiva de los fundamentalistas talibán. Desde entonces sus actividades se han centrado en la creación de escuelas y otras infraestructuras sociales, así como en la documentación de violaciones de los derechos humanos, en particular por parte de la policía religiosa, lo cual les ha supuesto numerosas amenazas.

## Actividad tras la invasión estadounidense
RAWA se ha mostrado muy crítica con la invasión estadounidense, sobre todo por las numerosas bajas civiles, llegando a amenazar con demandar a las autoridades ocupantes por el uso de cuatro fotos de su página que fueron arrojadas sobre varias ciudades afganas durante la invasión.
Después de la derrota de los talibanes ante las tropas de Estados Unidos y la Alianza del Norte, RAWA denunció públicamente el carácter igualmente fundamentalista de estos últimos. Argumentaban que el gobierno del presidente Hamid Karzai no contaba con apoyos en la mayor parte del país, donde las violaciones contra los derechos de la mujer seguían produciéndose como en tiempo de los talibanes. Esta lectura de la situación ha sido documentada por periodistas y por Human Rights Watch en el caso de la región de Herat bajo el gobierno del señor de la guerra Ismail Khan.